# Oostendensche FC
Dernière mise à jour : 13 juillet 2011.
L'Oostendensche Football Club est un ancien club de football belge, localisé dans la ville côtière d'Ostende. C'est le premier club de football créé dans la ville, à la fin du XIXe siècle. Il participe au championnat de Belgique 1898-1899, puis n'apparaît plus dans aucune archive. Le club est probablement dissous à la fin de la saison, mais on ne sait quasiment rien sur son Histoire.
Il est probable que ce cercle a été à l'origine des nombreux clubs qui apparaissent ensuite dans la ville mais rien ne permet de l'affirmer ou d'effectuer un lien fiable.

## Résultats dans les divisions nationales
Statistiques clôturées, club disparu

### Bilan
| Niv | Divisions     | Jouées | Titres | TM Up | TM Down |
| --- | ------------- | ------ | ------ | ----- | ------- |
| I   | 1re nationale | 1      | 0      |       |         |
| II  | 2e nationale  | 0      | 0      |       |         |
| III | 3e nationale  | 0      | 0      |       |         |
| IV  | 4e nationale  | 0      | 0      |       |         |
| V   | 5e nationale  | 0      | 0      |       |         |
|     |               |        |        |       |         |
|     | TOTAUX        | 1      | 0      | 0     | 0       |

- TM Up : test-match pour départager des égalités, ou toutes formes de Barrages ou de Tour final pour une montée éventuelle.
- TM Down : test-match pour départager des égalités, ou toutes formes de Barrages ou de Tour final pour le maintien.

### Classements
| Ordre | Saison  | Nom du club                                      | Niveau                                           | Classement final                                 | Remarques                                        |
| ----- | ------- | ------------------------------------------------ | ------------------------------------------------ | ------------------------------------------------ | ------------------------------------------------ |
| 1     | 1898-99 | Oostendensche FC                                 | Division d'Honneur (D1) Groupe Flandres          | 2e/4                                             | Retrait!                                         |
| X     | ?       | Le club ne s'inscrit pas au championnat suivant. | Le club ne s'inscrit pas au championnat suivant. | Le club ne s'inscrit pas au championnat suivant. | Le club ne s'inscrit pas au championnat suivant. |